# Penaia Ganilau
Ratu Sir Penaia Kanatabatu Ganilau, GCMG, KCVO, KBE, DSO, fidžijski častnik in politik, * 28. julij 1918, Taveuni, † 15. december 1993, Washington, D.C.
Ganilau je opravljal naslednje funkcije:
- minister za fidžijske zadeve (1967-1970),
- minister za domače zadeve, zemljo in mineralne vire Fidžija (1970-1972),
- minister za komunikacije, dela in turizem Fidžija (1972-1973),
- namestnik predsednika Vlade Fidžija (1973-1983),
- minister za domače zadeve Fidžija (1975-1983),
- minister za fidžijske zadeve in ruralni razvoj (1977-1983),
- zadnji generalni guverner Fidžija (12. februar 1983-15. oktober 1987) in
- prvi predsednik Fidžija (8. december 1987-15. december 1993).